# 尼亞馬納 (庫利科羅區)
尼亞馬納（法語：Niamana），是馬里的城鎮，位於該國西南部，由庫利科羅區的納拉省負責管轄，面積4,985平方公里，海拔高度309米，2009年人口28,166，人口密度每平方公里5.7人。